# IDS Center

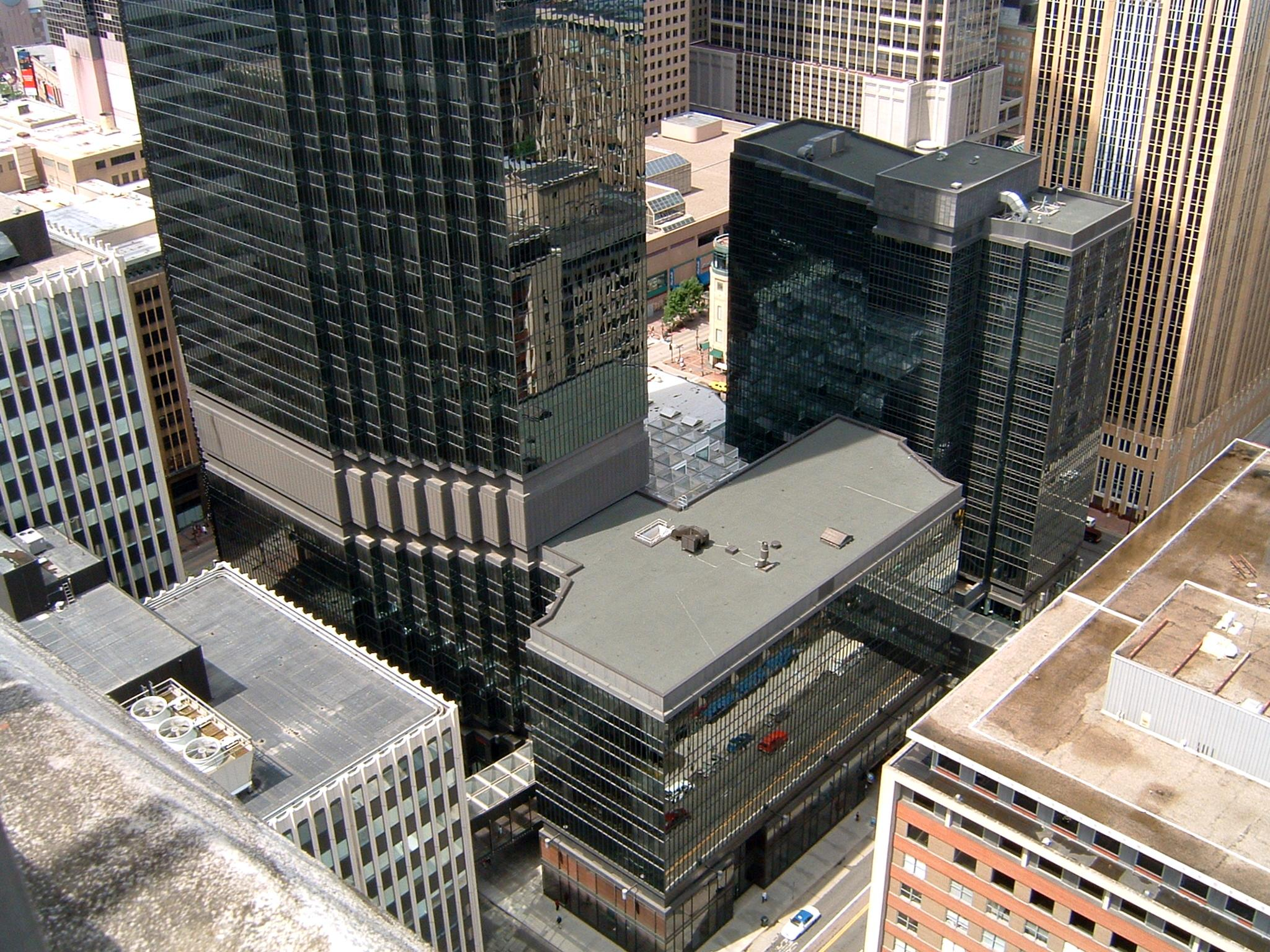
Estructuras inferiores

IDS Center (80 calle 8ª Sur) es el edificio más alto en el estado de Minnesota con 241,4 m (792 ft) de altura. Abierto en 1972 como IDS Centre, tenía una altura de 236,4 m (775 pies 6"), aunque posteriormente se añadió un garaje de 4,9 m (16 ft) de altura para lavado de ventanas. En 1992, First Bank Place, ahora conocido como Capella Tower, de 236,5 m (776 ft) de altura, fue completada cerca. Sin embargo, se anunció en su momento que tendría 235,9 m (774 ft), 0,3 m (1 ft) por debajo de IDS "por respeto". Una disputa surgió eventualmente en 2004–2005 y el garaje de la azotea es ahora incluido en la altura del edificio, restaurándole la primera posición en la ciudad. La estructura se eleva 277,4 m (910 ft) incluyendo las antenas de telecomunicaciones en la azotea, indiscutiblemente los puntos más altos de la ciudad. IDS Center se construyó como la sede de Investors Diversified Services, Inc.—ahora Ameriprise Financial. También albergaba la sede de la división de tiendas Target de la Dayton Hudson Corporation (ahora Target Corporation) desde 1972 hasta que Target se trasladó a su propia sede en 2002.
IDS, de 57 plantas, se convirtió en el rascacielos más alto de Minneapolis cuando sobrepasó la altura de Foshay Tower, de 30 plantas, en 1972 mientras aún estaba en construcción, acabando con el reinado de 43 años del edificio sobre el panorama de la ciudad. La construcción del edificio fue seguida con gran interés y la ceremonia de coronación fue un importante evento cívico en la ciudad. En la actualidad, muchos edificios altos en Minneapolis repiten detalles del diseño del IDS Center, particularmente su apariencia de cristal elegante y modernista.

## Diseño y medio ambiente
Un vestíbulo y zona de compras en la base de la torre es conocida como la Crystal Court (Patio de Cristal), y provee conexiones mediante pasadizos elevados entre la torre y el resto de downtown Minneapolis. En la planta del vestíbulo está el Globe College and University. El edificio tenía una plataforma de observación hasta que cerró en 1983 y está ahora alquilada por el bufete de abogados de Schwebel, Goetz & Sieben, P.A. Un restaturante (Orion's Room) ha estado cerrado al público desde principios de 1994. Miles de personas fueron para una última visista el 31 de diciembre de 1993. Un restaurante público llamado Windows on Minnesota operó durante algunos años más en la planta 50. Windows on Minnesota existe en la actualidad como un espacio de banquetes y es propiedad del Marquette Hotel, el cual es parte del complejo IDS. 
Por el peculiar y único diseño de retranqueos del IDS Center, denominados "zogs" por su arquitecto, Philip Johnson, cada planta tiene un máximo de 32 esquinas de oficinas. El área de Nicollet Mall justo enfrente del IDS Center es familiar a muchos telespectadores: el personaje de Mary Richards en Mary Tyler Moore arrojó su sombrero al aire en el lugar en la secuencia de apertura usada por varias razones. Una estatua de ella fue construida frente al edificio tres décadas más tarde. También se la puede ver en los créditos de apertura en el Restaurante de Basil en la tercera planta del Marquette Hotel, donde los comensales pueden sentarse en la mesa de la terraza donde se rodó la toma. 
Las plantas mecánicas están presentes tanto a 121 pies (37 m) por encima del suelo como en la parte superior del edificio; pueden ser distinguidas fácilmente de las plantas habitadas por su apariencia más oscura. También hay tres plantas debajo del IDS llamada P1, P2 y P3, estas plantas son plantas de almacenamiento. También hay una rampa de aparcamiento debajo del IDS. 
Wells Fargo Center (antiguamente Norwest Tower) está muy cerca del IDS Center; desde ciertos ángulos, el reflejo del WFC puede verse en el revestimiento de cristal del IDS Center. También sucede lo mismo con Foshay Tower.
El edificio no ha estado sin problemas estructurales. Desde poco después de su construcción, la Crystal Court ha tenido problemas con filtraciones de agua a través de la azotea después de llover o nevar debido a los efectos del ciclo extremo helada-deshielo de Minnesota. También hay frecuentes problemas en invierno, cuando el hielo cae de la torre en el techo de la Crystal Court, rompiéndolo con frecuencia. Ocasionalmente el patio ha sido acordonado para prevenir lesiones a los clientes.

## La batalla por ser el más alto

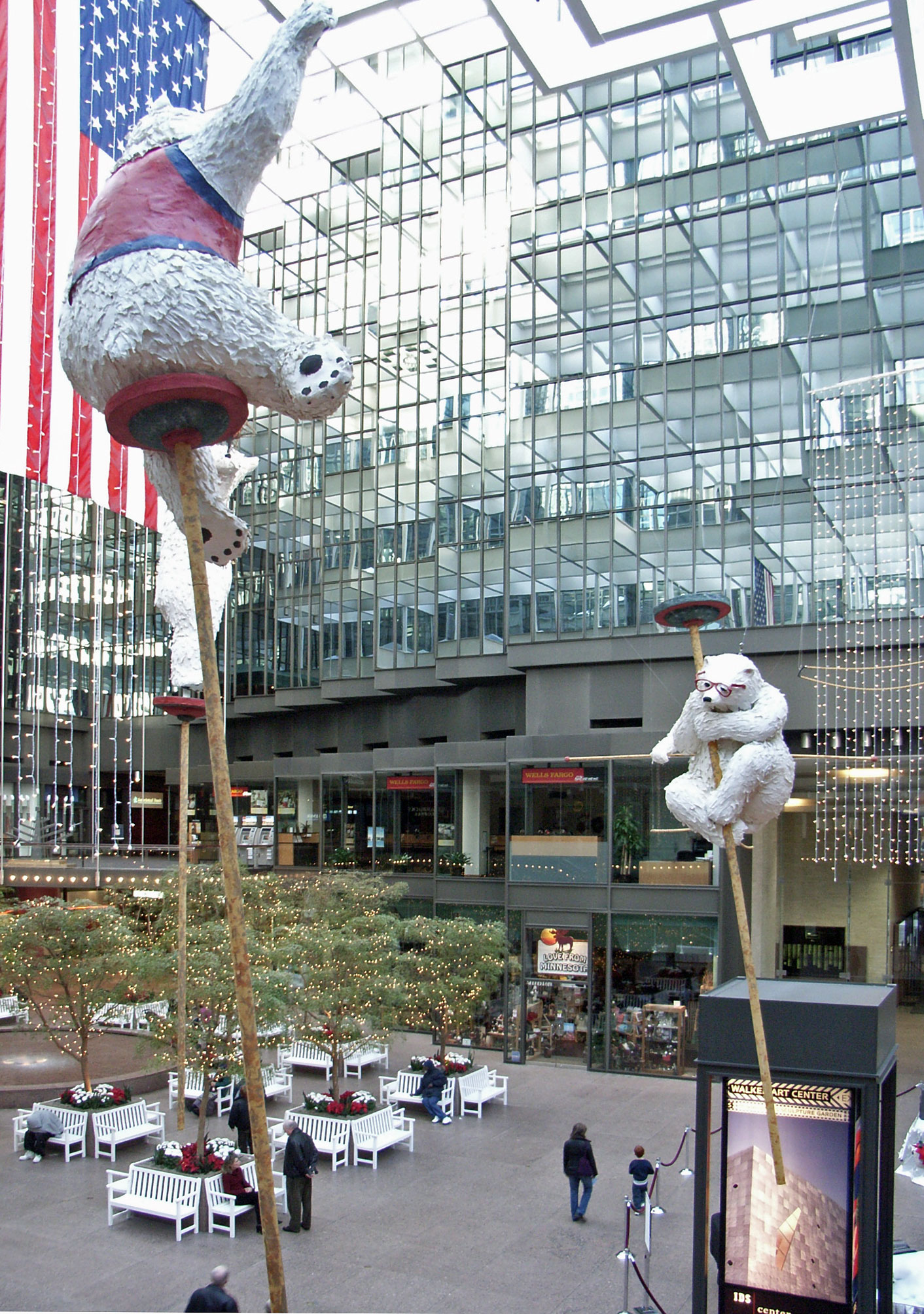
La Crystal Court

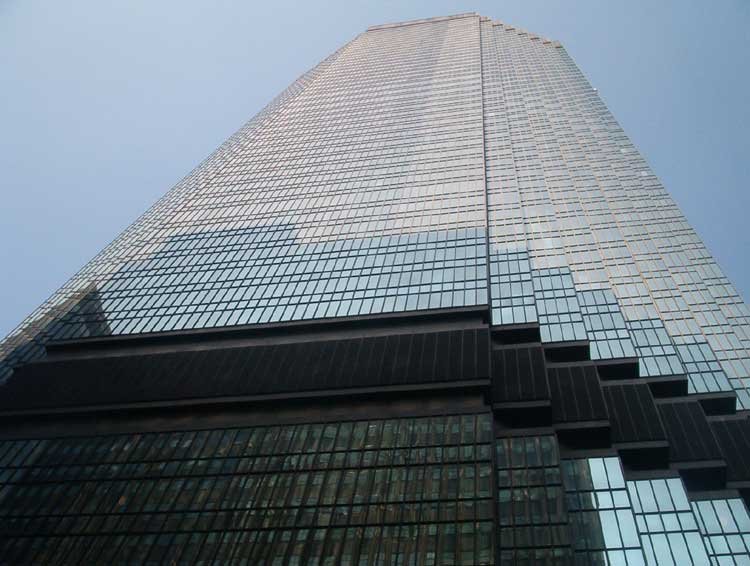
IDS Tower vista desde el suelo

Los dueños de la Capella Tower (antiguamente First Bank Place) y los arquitectos detrás del diseño afirmaron que se elevaría 774 feet (235.9 m) cuando se completara en 1992. Sin embarho, la altura había sido incrementada debido a una necesidad de ingeniería, según Tom O'Mara, gerente de construcción del edificio. Había algunos conductos de ventilación cerca de la azotea que requerían unos 36 cm (14 inch) más de altura. O'Mara le añadió 25,4 cm (10) extra, hacienda al edificio 236,5 m (776 ft). 
En los años después de la construcción, la altura actual se hizo eventualmente conocida al ser publicada en almanaques y otros listados de altura de edificios. Los dueños de la Capella Tower estaban indecisos sobre reclamar que su edificio fuera más alto que IDS, y aplazaron el honor a la estructura más conocida. Como los periodistas del área informaron sobre la venta del IDS Center a la John Buck Company en 2004 y la muerte del diseñador Philip Johnson en 2005, se encontraron cara a cara con el hecho de que la azotea de la torre era un pie más baja que su vecina.
Emporis.com restauró al IDS Center la primera posición en la ciudad en febrero de 2005 incluyendo la altura del garaje de lavado de ventanas, aunque esto no ha finalizado completamente la disputa. Un portavoz del Council on Tall Buildings and Urban Habitat, que a veces se encargan de disputas de alturas, afirmó que sería poco probable que el garaje sea incluido en la altura oficial porque muchos no lo considerarían parte integral del diseño del edificio. 
No está claro si la altura de la Capella Tower alcanza la parte superior del "halo" que rodea las mamparas (muros diseñados para esconder torres de refrigeración en la azotea), por lo que la altura de la azotea puede ser menor, o dicho edificio podría ser capaz similarmente de añadir a su altura, incluyendo la estructura adicional. En la actualidad, se considera al IDS Center 4,6 m (15 ft) más alto que la antigua First Bank Tower.
Es también importante notar que las mediciones de altura a veces son incorrectamente reportadas debido a la conversión del sistema anglosajón de unidades al sistema métrico decimal y de nuevo atrás. La altura del IDS fue en ocasiones reportada como 235,9 m (774 ft) por este problema, apareciendo ocasionalmente dos pies más bajo que su competidor.

## Plantas mecánicas
El edificio tiene dos plantas mecánicas entre la planta 8 y 9, y dos más entre la planta 51 y la azotea. Son conocidas como 8A, 8B y 51A y 51B. No son accesibles mediante los ascensores de pasajeros del edificio y contienen equipamiento de climatización. Como resultado, la planta 9 es en realidad la undécima y la 51 es en realidad la 53ª. Esto puede ser elucidado desde el exterior del edificio o bajando las escaleras. También hay una planta 2A que es solo accesible mediante los ascensores de mercancías. También hay tres plantas por debajo del IDS denominadas P1, P2 y P3. Son plantas de almacenamiento para inquilinos y están conectados a la rampa de aparcamiento. Ninguna de las 2A , P1, P2, o P3 son contadas como plantas actuales.

## Propiedad
El edificio fue adquirido por la John Buck Company en diciembre de 2004 por US$225 millones. Un año más tarde, en enero de 2006, la compañía empezó a buscar nuevos compradores. En agosto fue vendida al The Inland Real Estate Group of Companies, Inc., por aproximadamente $277 millones. La torre está también alquilada a negocios más pequeños.
El IDS Center tiene 1 400 000 ft² (100 000 m²) de espacio de oficinas y comercial.

## Radiodifusión
Las antenas de comunicación que coronan el edificio a los 277,3 (910 ft) de altura son el punto más alto de Minneapolis. Un número de importantes estaciones de radio FM que antiguamente emitían desde el lugar ahora usan al IDS como reserva en caso de que su primaria localización en Shoreview fallara. En 2009 el equipamiento fue retirado y las torres digitales se añadieron para el conmutador digital nacional. Algunas emisoras de televisiónusando la torre incluyen al afiliado de Univision, WUMN-LP, y a K43HB, que emite programación HSN, mientras que las principales estaciones de televisión de la zona lo usan para sus torres de STL y transmisores de microondas a Shoreview y sus estudios individuales y unidades móviles. La azotea del IDS Center también alberga el repetidor de radio amateur de UHF W0IDS, uno de los repetidores de mayor cobertura del Medio Oeste.

## En la cultura popular
- El personaje Mary Tyler Moore fue mostrada cenando en el restaurante de Basil, con vistas a la Crystal Court, en la introducción al Mary Tyler Moore Show.
- Una parodia de las escenas de Mary Tyler Moore aparece en el vídeo musical de Husker Du cubriendo el tema musical de Mary Tyler Moore ,apreciendo la Crystal Court.
- El edificio fue brevemente mencionado por Steve Buscemi en Fargo - "IDS Building, el grande de cristal, rascacielos más alto en el Medio Oeste después de Sears - uh, Chicago...cualquiera John Hancock building..."
- El edificio apareció en el vídeo musical de Remy Zero "Save Me."
- La canción de Hold Steady "Party Pit" (de su álbum Boys and Girls in America) contiene la letra, "La ví caminando a través de la Crystal Court. /Hizo una escena en las puertas giratorias."
- La novela de David Treuer The Hiawatha describe el papel del trabajo indioamericano en la construcción de la torre.
- En la película "Purple Rain", Prince es visto mirando en la ventana de una tienda de música en el pasadizo elevado de la Crystal Court.

## Caídas mortales
Ha habido tres muertes como resultado de caídas desde el IDS Center, una por accidente y dos por suicidio. En 2007, Fidel Danilo Sánchez-Flores, un trabajador retirando nieve del techo de la Crystal Court, se deslizó y cayó tres plantas a través del dosel de cristal del atrio a su muerte.
En 2001, un hombre de 30 años saltó a su muerte desde la planta 51, se estrelló contra la Crystal Court, y aterrizó en la fuente cerca del restaurante de Basil. En 1996, un hombre de 32 años eliminó una ventana en la planta 30 del IDS Center y saltó a su muerte.